# Tessera (mosaico)

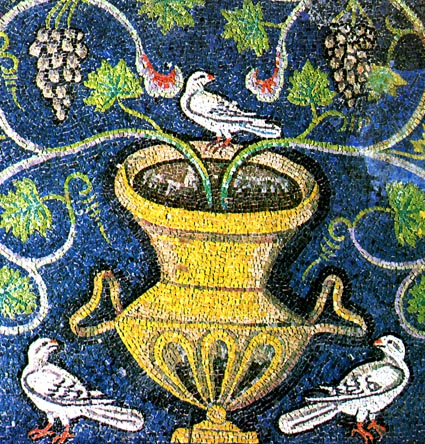
Mosaico nella Basilica di San Vitale a Ravenna.

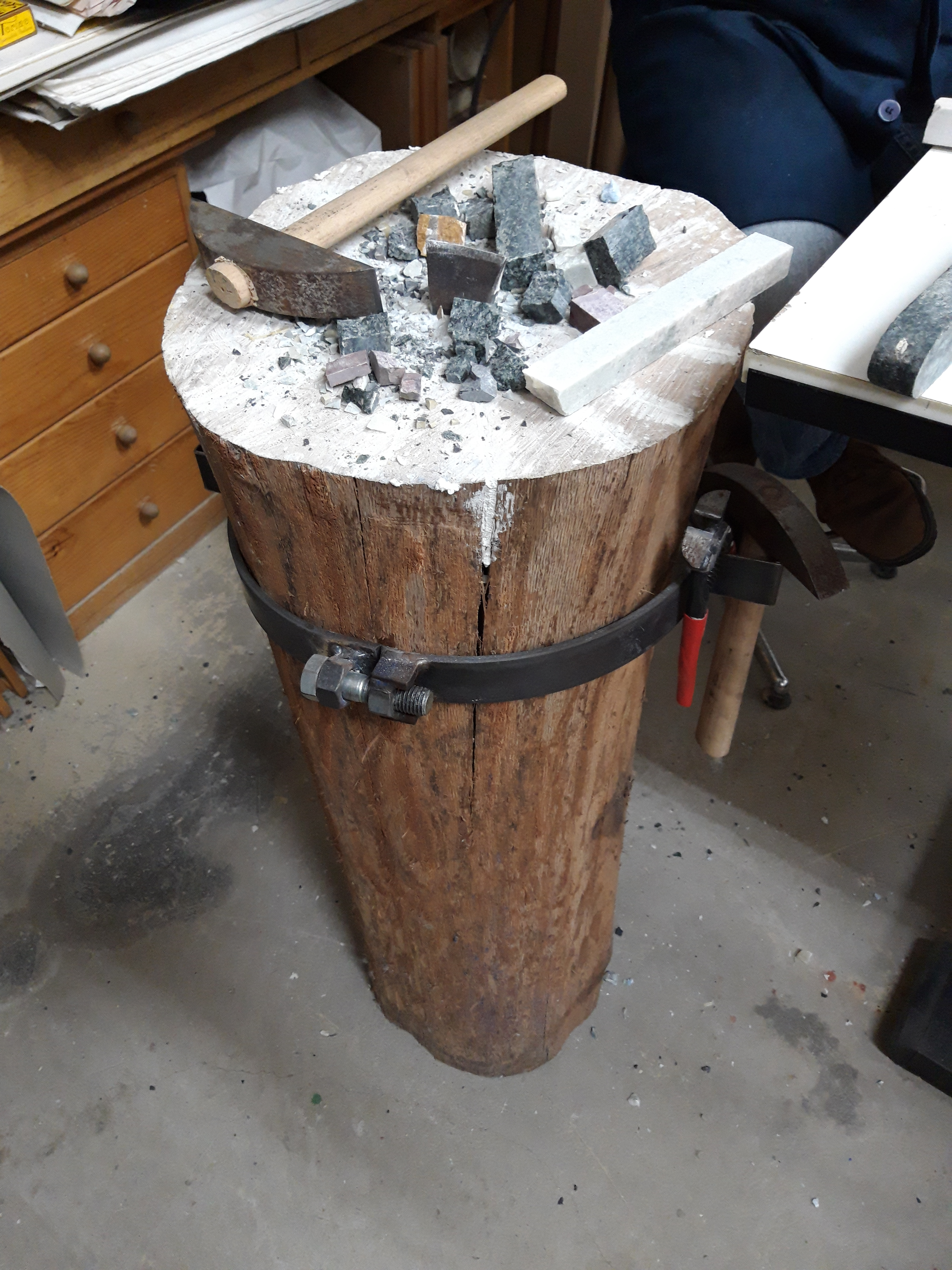
Esempio di ceppo in legno con martellina e tagliolo, utilizzati per il taglio delle tessere nella costruzione di un mosaico.

Una tessera nell'arte musiva è un frammento di qualsiasi materiale che viene usata per la composizione di figure pittoriche.

Le tessere erano chiamate in greco αβακίσκοι (̀abakìskoi), quadrelli, da άβαξ (̀àbax), tavoletta, mentre in latino abaculi, tesserae, tessellae.

I materiali impiegati possono essere i più diversi per natura e colore (pietre, vetro, conchiglie), e possono essere pigmentate in oro o costituite da pietre dure e pietre preziose.

Anche la forma e la dimensione delle tessere può variare in funzione delle dimensioni della figura che si vuole ottenere e della precisione della stessa.

## Materiali
Nella storia del mosaico molto numerosi e vari sono i materiali che sono stati impiegati per la produzione di mosaici. Fra questi si ricordano:
- i ciottoli;
- la pasta di vetro: effetto di trasparenza, colori vivi;
- i quadrati d'arenaria: taglio facile e resistenti al freddo;
- la ceramica smaltata: grande gamma di colori, ma è un materiale di difficile conservazione;
- il marmo: numerosi colori, grande resistenza, ma è un materiale molto pesante;
- l'oro e l'argento: si inserisce uno strato d'oro o di argento in una tessera di vetro; lo strato è protetto e si ha un effetto di luminosità.